# Goniopteris ghiesbrechtii
Goniopteris ghiesbrechtii là một loài dương xỉ trong họ Thelypteridaceae. Loài này được Bail. mô tả khoa học đầu tiên năm 1874.
Danh pháp khoa học của loài này chưa được làm sáng tỏ. 